# Internationales Filmfest Potsdam
Das Internationale Filmfest Potsdam war ein Filmfestival in Potsdam-Babelsberg, welches 2014 einmalig im Thalia-Kino veranstaltet wurde. Als Veranstaltungstrophäe wurde zum Ende des Festivals der Adler in Gold für den „besten Spielfilm“ an dessen Verantwortliche verliehen.

## Adler in Gold (Siegerpreis)
Für den jeweils besten Film des Festivals erhielt der Preisträger den Adler in Gold, einen stilisierten Märkischen Adler aus goldfarbenem Glas, der sich von Potsdam aus mit ausgebreiteten Schwingen von einer Weltkugel erhebt, als Siegertrophäe.

## Veranstaltungen
Das Festival wurde im Jahr 2014 unter folgendem Motto veranstaltet. Als „bester Spielfilm“ wurde mit dem Adler in Gold ausgezeichnet.
01. 2014 Freundschaft und Verrat
Bester Spielfilm: White Shadow

## Veranstaltungsort
Das Filmfest wurde im renommierten Thalia-Kino in Potsdam-Babelsberg mit seinen 709 Zuschauerplätzen in vier Vorführungssälen veranstaltet. Das Haus versteht sich selbst als Filmkunsttheater und wird wiederkehrend für sein Jahresfilmprogramm ausgezeichnet.

## Veranstalter
Das Programm wurde durch den künstlerischen Leiter und Direktor Maximilian Bollow sowie Festivalmanager David Astinet ausgewählt. Geschäftsführer und Gründer des Festivals war Benjamin Glückskind.